# Abraham Jakob Mark

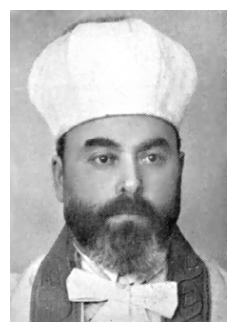
Rabbiner Abraham Jakob Mark

Abraham Jakob Mark (hebräisch אברהם יעקב מארק, Avraham Yaakov Mark; * 9. März 1884 in Ustetschko, Österreich-Ungarn, heute Ukraine; † 9. Juli 1941 in Czernowitz, Rumänien) war von 1926 bis 1941 Oberrabbiner der jüdischen Gemeinde der Bukowina.

## Leben
Abraham Jakob Mark wurde 1884 in der galizischen Kleinstadt Uścieczko (oder Usteciko; heute Ustetschko) im Osten Österreich-Ungarns geboren. Er wurde von Rabbiner M. Pohorile in Uscieczko unterrichtet und erhielt mit 20 seine Ordination von Rabbi Benjamin Weiss aus Czernowitz. Er studierte an der Universität Wien, wo er 1915 Doktor der Philosophie wurde, und absolvierte zur selben Zeit ein Rabbinerseminar in Wien. In den Jahren 1915 bis 1918 war er Rabbiner der Kultusgemeinde Linz, zudem betreute er während des Ersten Weltkriegs Flüchtlingslager mit Juden aus Galizien und der Bukowina. Von 1918 bis 1926 war er Rabbiner in Biała und gleichzeitig dort Religionslehrer. 1926 wurde er zum Oberrabbiner der jüdischen Gemeinde von Czernowitz gewählt, dort organisierte er auch Seminare für jüdische Lehrer aus ganz Rumänien. Er war aktiver Zionist und gehörte den obersten Gremien der Mizrachi-Bewegung in Czernowitz an.
Nach der militärischen Besetzung der Bukowina durch die Deutschen und den mit ihnen verbündeten Rumänen während des Zweiten Weltkriegs wurde Mark nach den Aussagen seiner Ehefrau am 7. Juli 1941 von vier SS-Einheiten und zwei bewaffneten Soldaten in seinem Haus festgenommen, anschließend nahmen sie ihn mit zur Czernowitzer Synagoge, wo sie von ihm den Aufbewahrungsort der Wertgegenstände wissen wollten. Nachdem er ihnen eine Antwort verweigerte, brachten sie ihn zum Hotel Schwarzer Adler, wo sie ihn mit anderen Gefangenen in den Keller sperrten. Als am folgenden Tag die Synagoge in Brand gesteckt wurde, sollen sie Mark vom Keller auf das Dach gebracht haben, um ihm „seine brennende Synagoge“ zu zeigen. Am 9. Juli wurde der letzte Czernowitzer Oberrabbiner Mark zusammen mit anderen Gefangenen aus dem Keller des Hotels zum Fluss Pruth gebracht, wo sie von den Deutschen erschossen wurden.
Er war verheiratet mit Perla Mark, die am 26. Mai 1961 vor dem Bezirksgericht Jerusalem beim Prozess gegen Adolf Eichmann aussagte und ihre Kenntnisse über die Todesumstände ihres Mannes wiedergab.